# Moe Greene
Moe Greene (1908-1955) – postać fikcyjna z powieści Ojciec chrzestny.
Były zabójca; po wyjeździe z Nowego Jorku osiada w Las Vegas, gdzie rozkręca biznes. Staje się właścicielem hoteli, klubów oraz jaskiń hazardu. W 1955 roku zostaje w trakcie masażu zabity strzałem z rewolweru w oko z rozkazu Michaela Corleone. W drugiej części filmu w trakcie rozmowy z Michaelem Hyman Roth wspomina Moe Greene’a. Twierdzi, że był to jego dobry, młodszy kolega.